# 746 هـ
746 هـ هي سنة في التقويم الهجري امتدت مقابلةً في التقويم الميلادي بين سنتي 1345 و1346.

## وفيات
- عماد الدين إسماعيل